# Сюэ, Луи
Луи Сюэ (фр. Louis Süe, Бордо, 14 июля 1875 — Париж, 7 августа 1969) — французский архитектор и дизайнер, представитель направления ар-деко.

## Биография
В 1893—1901 годах Сюэ учился в Школе изящных искусств. В 1903 году он стал практикующим архитектором. Сюэ работал совместно с архитектором Полем Илларом (фр. Paul Huillard). В основном Сюэ и Иллар строили частные дома в Париже. Незадолго до Первой мировой войны Сюэ познакомился с художником и дизайнером Андре Маром. В 1920 году Сюэ и Мар основали «Компанию французских искусств» (фр. La compagnie des arts françaises), занимавшуюся дизайном мебели, обоев, керамики и интерьеров в целом. Сюэ и Мар спроектировали два павильона на международной выставке 1925 года, «павильон Фонтен» (фр. pavillon Fontaine), и свой собственный (то есть представляющий «Компанию французских искусств») павильон, который они назвали «Музеем современного искусства» (фр. Musée d’art contemporain). В том же 1925 году Сюэ и Мар создали свой последний совместный проект, которым стал интерьер парохода Иль-де-Франс (фр. Ile-de-France).
После прекращения сотрудничества с Маром Сюэ продолжал работать как архитектор и декоратор. В основном он строил частные виллы, так также продолжал заниматься дизайном интерьеров. В 1939 году Сюэ был избран президентом Салона художников-декораторов (фр. Salon des artists décorateurs). В том же году он спроектировал «Французскую деревню» (фр. La Village français) для Нью-Йоркской всемирной выставки.